# Svartnäbbad trast
Svartnäbbad trast (Turdus ignobilis) är en fågel i familjen trastar inom ordningen tättingar.

## Utseende och läte
Svartnäbbad trast är en färglös fågel med gråbrun fjäderdräkt och ljust vitaktig buk. På strupen syns otydlig streckning. Vissa populationer uppvisar även en vit fläck på bröstet. Könen är lika. Sången består av typiskt trastlika serier med melodiska fraser.

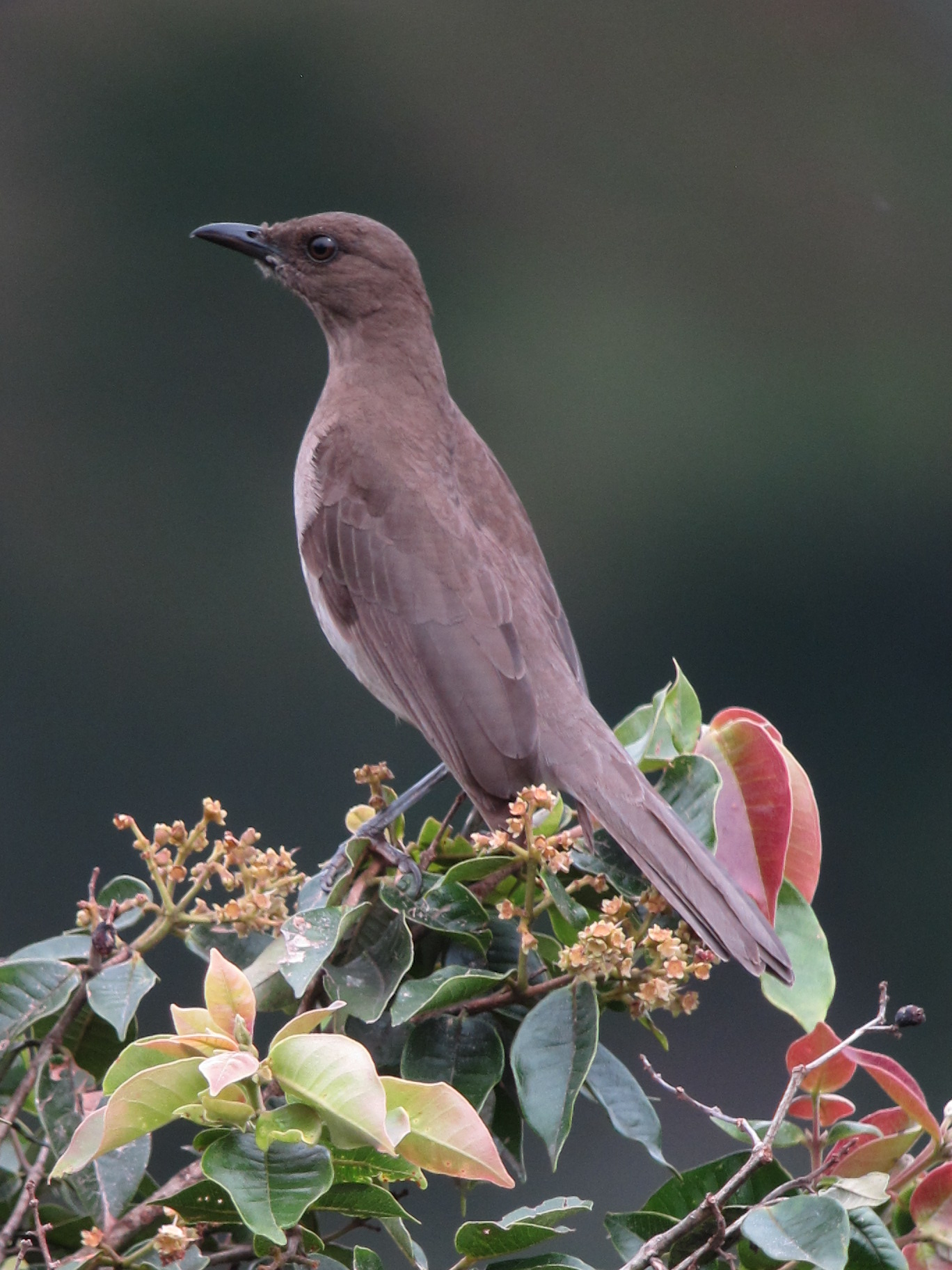

## Utbredning och systematik
Svartnäbbad trast delas numera vanligen in i tre underarter med följande utbredning:
- ignobilis-gruppen
  - Turdus ignobilis ignobilis – östra och centrala Anderna i Colombia
  - Turdus ignobilis goodfellowi – Colombia (Cauca och västra Andernas västsluttning)
- Turdus ignobilis debilis – östra Colombia till västra Venezuela, nordvästra Brasilien, östra Peru och norra

Traditionellt behandlas även campinatrasten (T. arthuri) och tepuítrasten (T. murinus) som en del av svartnäbbad trast, men dessa har nyligen urskiljts som egna arter efter studier. Vissa urskiljer även debilis som en egen art, Turdus debilis.

## Levnadssätt
Svartnäbbad trast hittas i öppna miljöer och skogslandskap i låglänta områden, men även upp i Andernas förberg. Den ses vanligen enstaka eller i par. Fågeln är vanligt förekommande och lätt att få syn på.

## Status
Internationella naturvårdsunionen IUCN hotkategoriserar underartsgrupperna, eller arterna, var för sig, båda som livskraftiga. De inkluderar dock tepuítrasten i ignobilis-gruppen.